# بول هيفرنان
بول هيفرنان (بالإنجليزية: Paul Heffernan)‏ (29 ديسمبر 1981 بدبلن في جمهورية أيرلندا - ) هو لاعب كرة قدم أيرلندي في مركز الهجوم. لعب مع أولدهام أثلتيك وشيفيلد وينزداي وكوين أوف ساوث ونادي بريستول سيتي ونادي دونكاستر روفرز ونادي كيلمارنوك ونادي نيوتاون ونادي هيبرنيان ونوتس كاونتي ونادي دمبرتون ونادي دندي ونادي بريستول روفيرز.

## وصلات خارجية
- بول هيفرنان على موقع قاعدة بيانات كرة القدم.إي يو (الإنجليزية)
- بول هيفرنان على موقع Soccerbase.com (لاعب) (الإنجليزية)
- بول هيفرنان على موقع Soccerway.com (الإنجليزية)